# Ricardo Martins (ciclista)
Ricardo Martins, nascido em 16 de março de 1982 em Cascais, é um antigo ciclista português. Profissional de 2005 a 2008, que foi Campeão de Portugal do contrarrelógio em 2007. É hoje diretor da equipa emirados Skydive Dubai-Al Ahli Club.

## Palmarés
- 2003
  - 3.º do Campeonato de Portugal do contrarrelógio esperanças
- 2004
  -  Campeão de Portugal em estrada esperanças
- 2007
  -  Campeão de Portugal da contrarrelógio